# ウラジーミル・ソローキン
ウラジーミル・ゲオルギエヴィチ・ソローキン（ロシア語: Влади́мир Гео́ргиевич Соро́кин, ラテン文字転写: Vladimir Georgievich Sorokin, 1955年8月7日 - ）は、ロシアの小説家、劇作家。現代ロシアを代表するポストモダン作家。モスクワ州出身。ドイツ・ベルリン在住。
1999年から2000年まで、東京外国語大学の講師を務めていた。

## 来歴
1955年、モスクワ近郊のビコヴォ村で生まれた。
グプキン記念モスクワ石油ガス大学とモスクワ無機化学研究所で機械系エンジニアとしての教育を受けたのち、スメナ（Смена）紙の編集に参加。コムソモールへの参加を拒否したため、スメナ紙を免職される。その後、グラフィックデザイン、絵画、コンセプチュアル・アートへの関心を深め、多くの展覧会に参加。この間50冊ほどの本の装丁を手がけている。
1970年代初頭より文学活動を開始。石油業界の産業紙 За кадры нефтяников(Za kadry neftyanikov) 紙上で詩人としてデビュー。1980年代を通じて、芸術家や作家たちとモスクワのアンダーグラウンドシーンを形成していく。1985年にパリの A-ya 誌上でソローキンの中篇6作が発表され、同年にはこれを受けて長編『Очередь (行列)』がフランスの Syntaxe 社から出版された。
アンダーグラウンド文化の最良の例であるソローキンの作品群は、ソビエト時代には発禁の憂目にあう。1989年11月になり、リガに拠点をおくラトビアの Родник（Rodnik, 泉）紙がソローキンの作品を紹介したことで、彼の作品がソ連で初めて日の目を見ることになった。これを受け、ソローキンの作品はロシア語の文芸誌 に次々と掲載されていく（Третья модернизация（第3モダニゼーション）、Митин журнал（ミーチャ・ジャーナル）、Искусство кино（映画芸術）、Конец века（世紀末）、Вестник новой литературы（新文学通信）などの各誌で作品を発表）。
1991年、ソビエト連邦の崩壊の年に『Сердца четырёх(Serdtsa chetyryokh, 四つの心臓)』を執筆し、その後8年間は小説ではなく戯曲や映画の脚本を執筆していた。2021年9月にジャーナリストのタチアナ・シェルビナのインタビューへの回答で、過去が崩壊し急速に動いていく現在を描写する言語が追い付かなかったため、この間は小説がうまくいかなかったと説明している。
1992年には『Очередь (行列)』がИскусство кино（映画芸術）紙に掲載され、ロシアでも読者を獲得。同年、ロシアの出版社 Русслит（Russlit）から『Сборник рассказов（"作品集"、邦訳タイトル「愛」）』と題された作品を出版。ロシア・ブッカー賞にノミネートされた。また、当時は未出版の原稿であった 『Сердца четырёх（四つの心臓）』も同賞にノミネートされている。2001年9月に Народный Букер（People's Booker Prize: ロシア・ブッカー賞読者選出部門）を受賞。次いで2ヶ月後には、ロシア文学への貢献によりアンドレイ・ベールイ賞を受賞している。
彼の作品で取り上げられる題材が、反響を巻き起こすことも多い。例えば、青年組織 Идущие вместе（Moving Together）はソローキンの本を対象に悪書追放運動を行っている。「青い脂」の作品中の表現が猥褻であるとして反対運動を起こしており、ソローキンの猥褻裁判へと発展した。最終的に裁判所は、猥褻にはあたらないとの判決を下している。
ソローキンの作品は、英語、日本語を含む各国語に翻訳されている。ロシアの国際ペンクラブの会員として活躍中であったが、2017年1月にペンクラブ実行委員会の行動に抗議して脱退した。前年12月にプーチン大統領に80人以上のメンバーがウクライナの映画監督オレグ・センツォフの恩赦を求めたが、後にペンクラブはこの請願と何の関係もないと述べたという。
妻と二人の娘がおり、2010年代からモスクワとベルリンを行き来して暮らしているという。

## 2022年ロシアのウクライナ侵攻についての発言
2014年7月21日、ドイツのフランクフルター・アルゲマイネ・ツァイトゥングのサイトに「ウクライナを孕んだロシア」と題したエッセーが掲載された。マレーシア航空17便撃墜事件の直後の執筆となるこのエッセーで、ソローキンはマイダン革命がロシアに与えた影響や、『ロシアはウクライナを孕んでいる。出産は避けられない』『赤ん坊の名前は美しいものになるだろう。"帝国との決別" だ』などとロシアとウクライナの決裂を予見する内容を綴っている。
2022年2月24日に始まるロシアのウクライナ侵攻の3日前にソローキンは妻とロシアを出国していた。モスクワ郊外とベルリンを行き来する生活で、それ自体は偶然であるという。同月27日にガーディアンに寄稿し、ロシアにおいて5世紀ものあいだ続いている権力構造とその由来について説明している。
それによると、16世紀にイワン雷帝は個人的軍隊の助けを借りてロシア国家を「権力者と民衆」「敵と味方」に分け、その間を深く断絶した。ロシアの巨大さを支配する唯一の方法として地帯の強大な占領者となり、「強く、残酷で、予測不可能で、民衆に理解されない」軍隊とそれにひれ伏すほかない民衆を作った。この暗黒のピラミッドの頂点に「絶対的権力と全ての権利」を持つたった一人の人間が座る構図自体は、以来、微塵も変わっていないと指摘している。エリツィン大統領（当時）とペレストロイカに取り組んだ側近たちは、このピラミッドを壊さずに表面を改修するのみであったため、エリツィンもまた「ロシア皇帝」として第一次チェチェン紛争を起こし、人々に死と苦しみを与える帝国主義者となった。次に権力を握ったプーチンはソ連の崩壊は20世紀最大の災禍であると発言しており、ロシアを「ソ連は人類の進歩のための最大の希望であり、西側は腐敗しかもたらさない敵だと教えられた」時代に逆行させた『狂った怪物』であると非難した。
同時に、南オセチア紛争・クリミアの併合・ドネツク・ルハンスク親ロシア派武装勢力の独立の認識をプーチンに許した西側諸国の指導者たちを非難している。
同年6月にはフィナンシャル・タイムズのインタビューにも応じ、プーチンの正体を知りながら、プーチンへの忠誠により20年ものあいだ贅沢三昧をしてきた受益者たちについて、「彼（プーチン）の狂気の程度を過小評価していた」「今、良心を物質的な豊かさと引き換えにしてきたその報いを受けている」と切り捨てた。また、プーチンは自分が手を付けたものをすべて破壊しており、目的は戦争に勝つことではない可能性があると示唆している。
ロシア文化のキャンセルが起こっていることについては、「この殺戮の代償を文化が払うのは当然だ」としている。そのうえで、第二次世界大戦直後にドイツ文化が嫌悪されたが、時が流れるにつれて反ドイツの感情も変わっていったことをあげて「ロシア文化はこれからも続くと思う。すでに世界の文化遺産の一部になっているのだから、それなしではやっていけないよ」と述べている。
同年10月4日、コロンビア大学で同大学スラブ語学科教授マーク・リポヴェツキーを司会に、翻訳者マックス・ロートンとともに公開ミーティングを行った。ロシア人の大量移住についての参加者の質問に対し、ベルリンがロシア語を話す移住者の文化的生活の新しい中心地になる可能性を述べた。今後数年間は「ロシアだけでなく、ヨーロッパも変わっていくだろう」とも話している。

## 作品

### 小説
- Очередь - Ochered (行列)、(1985年)
- Норма - Norma (ノルマ)、(1994年)
- Роман - Roman (ロマン)、(1994年)
- Тридцатая любовь Марины - Tridtsataia liubov' Mariny (マリーナの30番目の恋)、(1995年)
- Сердца четырёх - Serdtsa chetyryokh (四つの心臓)、(1991年)
- Первый субботник - Pervy Subbotnik, (はじめての土曜労働) (1998年)
- Голубое сало - Goluboe Salo (水色の脂身)、(1999年)
- Пир - Pir (饗宴)、(2000年)
- Лёд - Lyod (氷)、 (2002年)
- Путь Бро - Put' Bro、 (2004年)
- 23000、 (2005年)
- День опричника - Den' oprichnika、 (2006年)

### 日本語訳
- Роман (ロマン): 『ロマン』、望月哲男訳、国書刊行会〈文学の冒険〉（1998年、新装版2023年）
- Сборник рассказов (作品集): 『愛』、亀山郁夫訳、国書刊行会〈文学の冒険〉（1999年、新装版2023年）
- Голубое сало（水色の脂身）: 『青い脂』、望月哲男・松下隆志訳、河出書房新社（2012年）。河出文庫、2022年
- День опричника: 『親衛隊士の日』、松下隆志訳、河出書房新社（2013年）
- Лёд: 『氷 氷三部作2』、松下隆志訳、河出書房新社（2015年）
- Путь Бро: 『ブロの道 氷三部作1』、松下隆志訳、河出書房新社（2015年）
- 『23000』松下隆志訳、河出書房新社（2016年）
- 『テルリア』松下隆志訳、河出書房新社（2017年）
- 『マリーナの三十番目の恋』松下隆志訳、河出書房新社（2020年）
- Метель: 『吹雪』、松下隆志訳、河出書房新社（2023年）
- 『ドクトル・ガーリン』松下隆志訳、河出書房新社（2025年）